# NeoCube

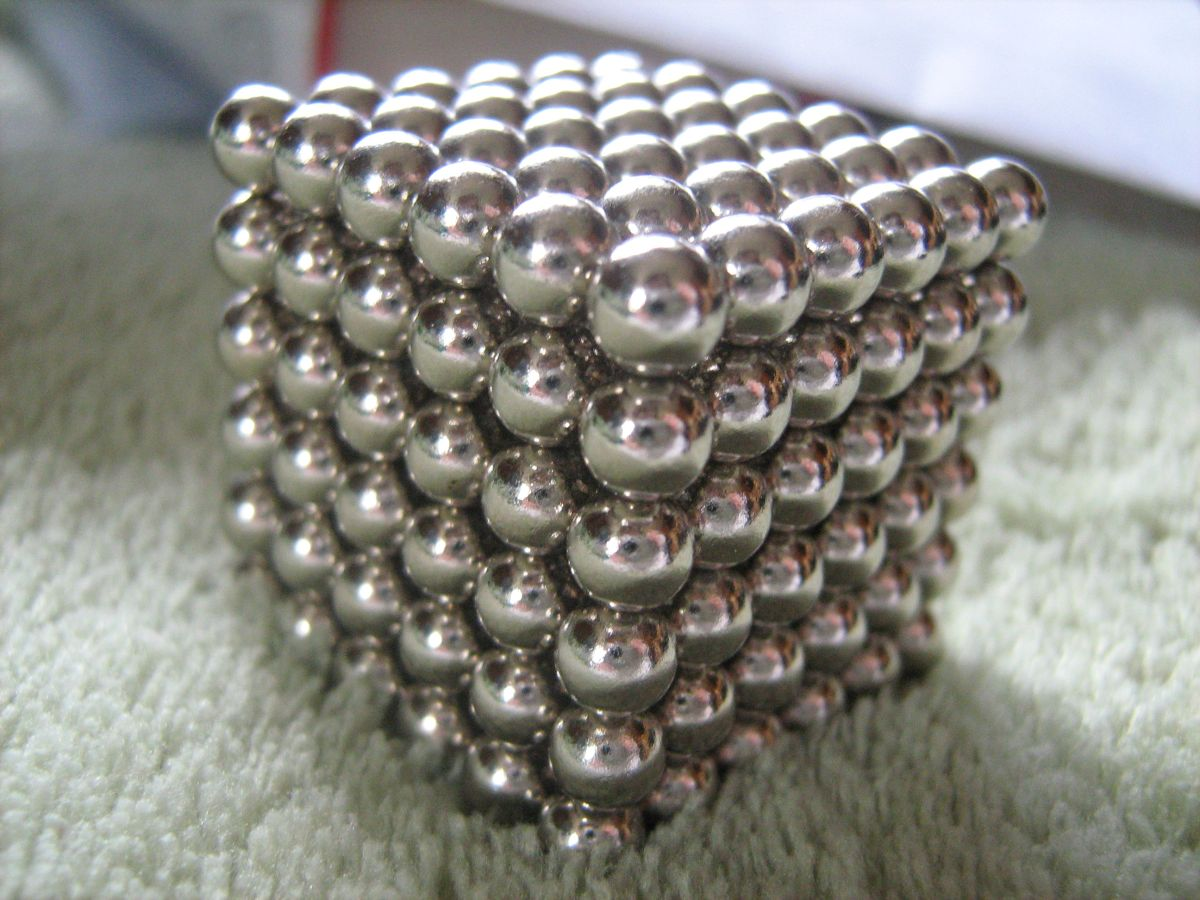
NeoCube

NeoCube je magnetický hlavolam, stavebnice pro dospělé. Řadí se mezi relaxační pomůcky. Používá se také pro pokusy s magnety a jako demonstrační pomůcka při výuce. Základní sada obsahuje 216 magnetických neodymových (NdFeB) kuliček o průměru 5 milimetrů. Kuličky je možné skládat do mnoha dvojrozměrných tvarů i trojrozměrných objektů, například řetízků, obdélníků, kruhů, hvězdic, krychlí, koulí. Po sestavení 6 × 6 × 6 kuliček vznikne základní tvar – neodymová kostka NeoCube.
Díky velké permanentní magnetické síle každé kuličky 400 gramů, u sebe magnetické kuličky pevně drží.

## Technické parametry
Každá z magnetických kuliček má průměr 5 mm a magnetickou sílu 400 gramů. Stavebnice NeoCube se vyrábí v několika povrchových úpravách magnetických kuliček. Povrch může být poniklovaný – original (Ni-Cu-Ni), černý nikl (Ni-Cu-Ni), postříbřený (Ni-Cu-Ni-Ag), pozlacený (Ni-Cu-Ni-Au). Existují i barevné mutace stavebnice, rovněž i větší průměry kuliček, anebo také varianty stavebnice sestávající z malých kostiček.

## Vznik NeoCube – místo držáku na propisky hlavolam
Roku 2007, tehdy 25letý prodavač Christopher F. Reda, z města Monongahela, Pensylvánie, USA, dle svých slov, často ztrácel kovové propisovací tužky.
Přemýšlel, jak vyrobit držák propisky, který by si mohl připnout ke košili nebo kalhotám. Napadlo jej, že držák vytvoří z magnetu, k němuž kovovou propisovací tužku přicvakne. Magnetický držák propisek se moc neujal. Ale Christopher F. Reda si s malými permanentními magnety hrál dál.
Mladý badatel začal z magnetických kuliček skládat různé 2D tvary a stále složitější 3D objekty. Zabíralo mu to prý mnoho času, avšak sestavování tvarů zároveň přinášelo úlevu od stresu a pomáhalo procvičování a uvolnění prstů. Byla to určitá forma relaxace.

### Základní tvar NeoCube
Vynálezce pak jednou z magnetických kuliček sestavil kostku – magnetický hlavolam NeoCube – jako spojení anglického „cube“ (kostka) a zkratky „neo“, značící magnety z neodymu. V této základní podobě se dodnes magnetický hlavolam zákazníkům dodává.

### Neúspěšné hledání dodavatele v USA
Christopher F. Reda měl problém sehnat magnety s dostatečnou magnetickou silou, které by spolu pohromadě pevně držely. Řešením byl až objev malých magnetických kuliček, které byly vyrobeny ze slitiny neodymu, železa a boru – takzvané neodymové magnety.
Vynálezce NeoCube, Christopher F. Reda, ve své zemi však nenalezl žádného výrobce, který by byl schopen vyrobit sadu kuliček za přijatelnou cenu. Dle  dostupných zdrojů se vypočtené náklady na 1 sadu kuliček NeoCube pohybovaly ve výši 300 amerických dolarů.
Vynálezce proto oslovil také výrobce magnetů z Číny, kteří byli schopni dodat sadu kuliček mnohem levněji. Výroba NeoCube tak začala. Na trh se první magnetické hlavolamy dostaly v létě 2008 a zaznamenaly velký prodejní úspěch. Krátce po zahájení prodeje se podařilo prodat 30 000 ks stavebnic NeoCube, přičemž si vynálezce prodej obstarával sám, jen se svou partnerkou.

## Ochranná známka NeoCube
Vynálezce Christopher F. Reda je od roku 2008 držitelem ochranné známky u Úřadu pro patenty a ochranné známky Spojených států amerických (USPTO), registrační číslo 3626790, podané v březnu 2008, platné, pod příslušnými registračními čísly i na území Kanady, Evropské unie, Číny a v dalších zemích.

### Mnoho dalších názvů a alternativ NeoCube
Sady magnetických stavebnic, obsahujících kuličky, se dnes prodávají také pod jinými názvy, například Zen magnets, Neoballs a dalšími.

## Nebezpečí pro děti při používání NeoCube
V médiích se průběžně objevují články, testy a informace varující o hrozícím nebezpečí malých neodymových magnetických kuliček. Neodymové magnety mají obecně velkou magnetickou sílu. Z toho důvodu nesplňují normu ČSN EN 71-1 (943095) pro bezpečnost hraček, která stanovuje maximální index magnetického toku 50 kG2 mm², což silné neodymové magnety někdy i několikanásobně přesahují.
Z toho důvodu nesmí být magnetická stavebnice NeoCube nabízena jako hračka pro děti a v různých zemích světa je i z trhu stahována. Hrozí u nich nebezpečí spolknutí dvou nebo více kuliček a jejich následné secvaknutí v trávicím traktu těla, případně skřípnutí prstů, anebo riziko, že děti malé kuličky strčí do zásuvky elektrické energie, čímž může dojít k úrazu elektrickým proudem.

## Zajímavost: Arbitrážní řízení – spor o domény
V roce 2011 došlo k arbitrážnímu řízení ohledně registrace a používání internetových domén, které obsahovaly slovo „NeoCube“. Jednalo se o domény theneocube.org, neocube.org, 216neocube.com. Výsledkem arbitráže byl závěr, že domény budou převedeny na vynálezce, který byl v arbitrážním řízení stěžovatelem. Žádná z uvedených domény už však v roce 2018 není aktivní.